# ألين ريتشاردز
ألين ريتشاردز (بالإنجليزية: Eliot Richards)‏ (10 سبتمبر 1991 المملكة المتحدة - ) هو لاعب كرة قدم بريطاني يلعب كمهاجم.

## وصلات خارجية
ألين ريتشاردز على موقع قاعدة بيانات كرة القدم.إي يو (الإنجليزية)
- ألين ريتشاردز على موقع Soccerbase.com (لاعب) (الإنجليزية)